# Tricentra fulvifera
Tricentra fulvifera là một loài bướm đêm trong họ Geometridae.